# Lactarius controversus
Lactarius controversus là một loài nấm mũ lớn trong chi Lactarius, hay được gọi là nấm mũ sữa.

## Nấm ăn được
Loài nấm không thể ăn được vì có chứa nhiều axit.